# (36211) 1999 TM152
1999 TM152 (asteroide 36211) é um asteroide da cintura principal. Possui uma excentricidade de 0.15050460 e uma inclinação de 2.75618º.
Este asteroide foi descoberto no dia 7 de outubro de 1999 por LINEAR em Socorro.